# Hygrocybe crocea
Hygrocybe crocea (Bull.) Bres.

## Descrizione della specie

### Cappello
Inizialmente campanulato, poi appianato con umbone acuto; vischioso, color giallo limone oppure arancio; 2-6 cm di diametro.

### Lamelle
Adnate, colore giallo chiaro, larghe.

### Gambo
Fibroso, cilindrico, concolore al cappello.

### Carne
Molle, acquosa, di colore giallo.
- Odore: leggero.
- Sapore: trascurabile.

### Spore
Bianche in massa.

## Habitat
Cresce nei prati, in estate-autunno.

## Commestibilità
Velenoso.

## Specie simili
- Altre specie congeneri, in particolare H. acutoconica ed H. psittacina.

## Etimologia
Generedal greco hugrós = umido e kúbe = testa, testa umida per la vischiosità del cappello.
Speciedal latino croceus = colore zafferano, per via del colore arancione che a volte assume il cappello.

## Sinonimi e binomi obsoleti
- Hygrocybe persistens var. langei (Britz.)